# Снега (Саариахо)
«Снега́» (фр. Neiges) — цикл финского композитора Кайи Саариахо для ансамбля виолончелей. Первоначальная версия написана в 1998 году для 8 виолончелистов; позднее была создана версия для 12 исполнителей.

## Описание
Состоит из пяти частей общей длительностью около 18—19 минут.
- I. Nuages de neige. Misterioso, calmo. («Снежные тучи. Таинственно, спокойно».)

Виолончели вступают по очереди на одном и том же звуке (ми-бемоль большой октавы), образуя широко протяжённое, медленно меняющее оттенки звучание, составленное из отдельных долго выдерживаемых нот.

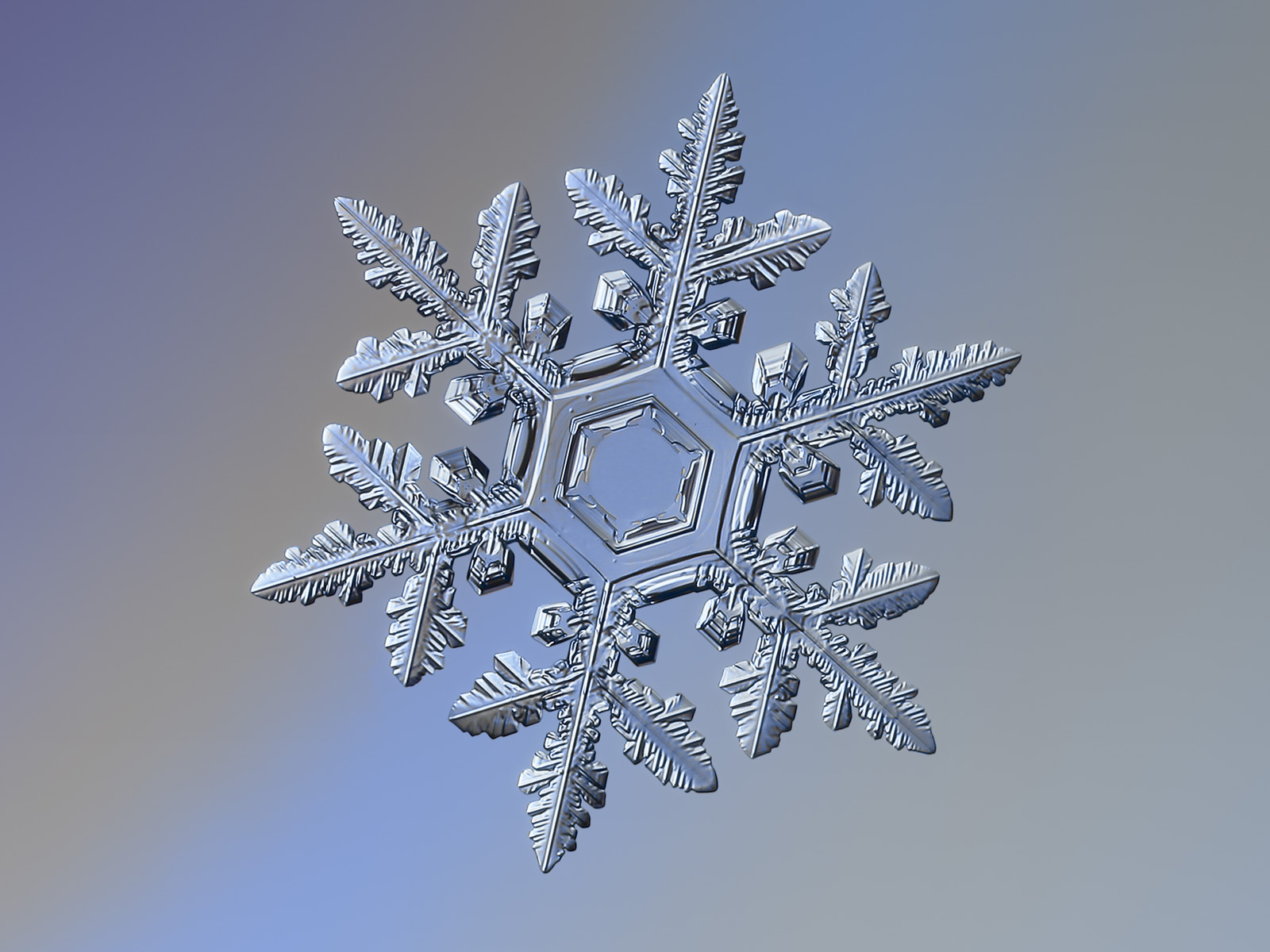
Настоящие снежинки имеют шестилучевую симметрию.

- II. Etoile de neige 1. Dolce, animato. («Снежная звезда 1. Нежно, оживлённо».)

Небольшая пьеса-палиндром, вторая половина которой (такты 26—50) представляет собой зеркальное отражение первой (такты 1—25). Целиком исполняется sul ponticello (у подставки).
- III. Etoile de neige 2. Energico ma sempre dolce. («Снежная звезда 2. Энергично, но всегда нежно».)

Восемь коротких вариаций на одну и ту же гармоническую структуру, — подобно снежинке, «расходящихся» от общей центральной идеи в разных направлениях.
- IV. Aguilles de glace. Calmo ma energico, sempre espressivo. («Ледяные иглы. Спокойно, но энергично; всегда выразительно».)

Часть, построенная на колючих пиццикато и остинатных повторениях.
- V. Fleurs de neige. Sempre dolce, molto calmo. («Снежные цветы. Всегда нежно, очень спокойно».)

Развитие музыкальной идеи, завершавшей первую часть цикла, — трелей, исполняемых быстрым изменением силы нажима пальца на струну, в результате чего получается чередование флажолетов с обычными звуками. Каждая виолончель играет независимо от других в собственном медленном темпе; тактовые черты в нотах отсутствуют — вместо них нотоносцы время от времени пересекают вертикальные пунктирные линии, к которым все музыканты должны приходить более или менее одновременно.